# 손 심바
손 심바 (Son Simba, 본명: 손현재, 1992년 11월 23일 ~)는 대한민국의 래퍼이다. 2020년 7월 27일 이전에는 심바 자와디(Simba Zawadi)라는 이름으로 활동했는데 라이온 킹의 심바와 본명인 현재의 또 다른 뜻인 선물(present)을 스와힐리어로 번역한 자와디를 합친 것이다.

## 기타 활동
2020년 초 여러 명의 성범죄 피해자가 발생한 N번방 사건을 두고, 심바 자와디는 자신의 인스타그램에 가해자들의 '법적 처벌'과 '신상 공개'를 비롯한 자신의 의견을 논술하였다. 심바 자와디는 '피해자 26만명설' 등 부풀려진 사건 보도와 감정적인 여론몰이를 비판하며 "이전의 판례를 무시하고 형평성을 무시한 채 국민의 뜨거운 감정으로 전부 무기징역에 사형 때릴 순 없지 않냐"는 논지를 펼쳤다. 그러나 인터넷 상에서는 심바 자와디가 N번방 가해자들의 신상 공개를 반대했다는 낭설이 돌았다. 심바 자와디는 3월 25일 자신의 발언을 왜곡한 네티즌들과 언론인들을 고소했다고 입장을 표명하였다.
2021년 1월 10일, 손 심바는 실존 아이돌 그룹 멤버들을 소재로 한 동성애 소설, 속칭 알페스 (RPS)의 광범위한 유통 및 판매를 '인터넷 성범죄'라고 비판하였다. 그는 트위터와 포스타입에서, 미성년자를 포함한 아이돌 가수 사이의 성관계 상황극 소설을 공유하거나 소액 결제를 통해 출판하고 있다면서, 소속사의 묵인으로 인해 '음지문화'라는 정당화 아래 알페스가 자행되는 점을 지적했다. 이를 계기로 같은날 청와대 국민청원에는 알페스 관련자들을 처벌해 달라는 청원이 올라 와, 채택되기 전까지 5만 명에 가까운 동의를 얻었다.

## 방송 출연
- Show Me The Money 5 : 2차 예선 탈락
- Show Me The Money 6 : 3차 예선 탈락
- Show Me The Money 777 : 3차 예선 탈락
- Show Me The Money 9 : 2차 예선 탈락

## 디스코그래피
- 2015년 6월 26일 믹스테잎 용기
- 2015년 8월 5일 디지털싱글 구제시장
- 2016년 2월 2일 디지터싱글 계모
- 2016년 3월 28일 EP The Stranger
- 2016년 7월 11일 믹스테잎 The Late Night Mixtape
- 2017년 6월 21일 EP Elijah's Demo
- 2018년 7월 11일 정규 1집 Names
- 2019년 1월 29일 THE FROST ON YOUR HEAD
- 2019년 12월 21일 Anti-Hype (Feat.DJ Kendrickx) (Prod.Viann)